# Ibu kota kabupaten
Une ibu kota kabupaten (lit. « ville mère de seigneurie ») est, en Indonésie, le « chef-lieu » du kabupaten, subdivision administrative de 2e niveau subordonnée à la provinsi.

## Les « chefs-lieux » des autres subdivisions de l'Indonésie
Le terme kota désigne une subdivision administrative du même niveau que le kabupaten mais aussi, dans son sens générique, une ville. Une ibu kota est ainsi une grande ville, la notion de taille restant relative, et le terme d'ibu kota peut qualifier la capitale d'un pays comme le chef-lieu d'une division administrative de plus ou moins grande envergure.
Le chef-lieu de la province, subdivision de 1er niveau, est ainsi nommé ibu kota provinsi.
Le chef-lieu du kecamatan, subdivision de 3e niveau, est dit ibu kota kecamatan. 
Le kelurahan de Mengwi est, par exemple, ibu kota kecamatan du kecamatan du même nom, ibu kota kabupaten du kabupaten de Badung, après avoir été la « capitale » du royaume de Mengwi.